# راي باركر
راي باركر (بالإنجليزية: Ray Parker)‏ (25 يناير 1925 بدونكاستر في المملكة المتحدة - 1 يناير 2006 في المملكة المتحدة) هو لاعب كرة قدم بريطاني (وحمل سابقاً جنسية المملكة المتحدة لبريطانيا العظمى وأيرلندا) في مركز الدفاع. لعب مع برادفورد سيتي وشيفيلد وينزداي ونادي تشيسترفيلد ونادي كيترينغ تاون وBuxton F.C. ‏.